# Jean-Claude Labrecque
Jean-Claude Labrecque (* 19. Juni 1938 in Québec; † 30. Mai 2019 in Montreal) war ein kanadischer Kameramann und Filmregisseur.

## Leben
Labrecque war der Sohn eines Bäckers. Er verlor seinen Vater im Alter von fünf Jahren, und seine Mutter starb, als er sechzehn Jahre als war. 1956 absolvierte er eine Ausbildung als Fotograf und verdiente seinen Lebensunterhalt mit Fotografien familiärer Ereignisse. 1957 wurde er beim National Film Board of Canada (NFB) als Kameramann ausgebildet und arbeitete dort zwei Jahre als Kameraassistent. In den 1960er Jahren arbeitete er als Kameramann mit Filmemachern wie Claude Jutra (À tout prendre, 1963), Gilles Groulx (Le chat dans le sac, 1964), Gilles Carle (La vie heureuse de Léopold Z, 1964), Anne Claire Poirier (De mère en fille, 1968) und Don Owen (Notes for a Film About Donna & Gail, 1966; The Ernie Game, 1967).
Als Regisseur debütierte Labrecque 1965 mit dem Kurzfilm 60 cycles, der 22 internationale Preise erhielt (darunter den Ersten Preis für Kurzfilme beim Internationalen Filmfestival Moskau) und für einen Preis der British Academy of Film and Television Arts nominiert wurde. 1966 verließ er den NFB und gründete die eigene Produktionsfirma Les Films Jean-Claude Labrecque. Er drehte weitere Dokumentarfilme wie La Visite de général de Gaulle au Québec (1967), Nuit de la poésie (1970), Claude Gauvreau – poète (1975) und Marie Uquay (1982) sowie Spielfilme, darunter Les Smattes (1971), Les Vautours (1974) und L’Affaire Coffin (1979).
Daneben arbeitete Labrecque weiterhin als Kameramann. So drehte 2001 Catherine Martin den Film Mariages mit ihm und Bernard Émond La Femme qui boit. 1992 erhielt er den Prix Albert-Tessier der Provinzregierung von Québec. 2009 wurde er als Chevalier des Ordre national du Québec  und Member des Order of Canada geehrt.